# Cable TV Hong Kong
Cable TV Hong Kong of afgekort tot Hong Kong Cable of HKCTV is een kabeltelevisieaanbieder die in 1993 is opgericht en betaaltelevisiezenders levert. Dat zijn er meer dan honderd en 54 ervan zijn door HKCTV gemaakt. Deze 54 zenders hebben het Standaardkantonees als voertaal. 
Bekende programma's van HKCTV zijn onder andere Maria's Kitchen. Met de Macaense oud-zangeres Maria Cordero als keukenkoningin. Ook de fengshuiprogramma's van So Man-Fung zijn populair.

## Enkele televisiezenders
- Cable TV Hong Kong Channel 1
- Cable TV Hong Kong News Channel
- Cable TV Hong Kong Children
- Cable TV Hong Kong Entertainment
- Cable TV Hong Kong 18
- now TV

- CNNI
- BBC World
- CNBC Asia
- CCTV nieuwszender
- Phoenix InfoNews
- ESPN
- Star Sports
- Australia Network
- NHK World Premium
- NHK World TV
- Arirang TV
- Deutsche Welle
- The Filipino Channel
- GDTV Zhujiang

## Bekende HKCTV-acteurs
- Maria Cordero
- Raymond Wong Yuk-Man 黃毓民
- Leung Si-Ho 梁思浩
- Si Ming 施明
- Peter So Man-Fung 蘇民峰
- Natalie Ng Man-Yan 吳文忻